# Matões
Matões es un municipio brasileño del estado de Maranhão. Su población estimada en 2004 era de 27.005 habitantes.